# Џулија Мајклс
Џулија Кавасос (енгл. Julia Cavassos; Давенпорт, 13. новембар 1993), познатија под уметничким именом Џулија Мајклс (енгл. Julia Michaels), америчка је певачица и текстописац из Ајове. У тинејџерским годинама је почела са извођењем а касније и са писањем песама које су биле за друге високо профилабилне уметнике као што су Селена Гомез, Деми Ловато, Хејли Стајнфелд, Гвен Стефани. Мајклсова је потписала уговор са Репаблик рекордсом и тада је издала свој деби соло сингл 2017, Issues — песма која је била на броју 11 Билборд хот 100 листе у Сједињеним Државама. 2× је платинасто сертификована од Америчког удружења дискографских кућа (RIAA) по изласку деби албума Nervous System.

## Биографија

### Детињство, младост и писање песама
Џулија Кавасос је рођена у Давенпорту (Ајова), али се преселила у Санта Монику (Калифорнија) — северно од Лос Анђелеса, са својом породицом — укључујући старију сестру Џејден која је такође текстописац. Њен отац, Хуан Мануел Кавасос, Порториканац је и променио је име у Џон Мајклс да би наставио са глумачком каријером. Почела је да пише када је имала 12. година. У касним тинејџерским годинама, упознала је текстописце Џолан Беле и Линди Робинс, са којима је написала Fire Starter за Деми Ловато и Miss Movin' On за Фифт хармони.
Мајклсова је рекла да су јој инспирација Фиона Епл, Лиса Мичел, Лаура Марлинг, Миси Хигинс, Парамор, Џулијет Симс, Сара Бласко и Д Фреј.
Мајклсова је писала у Холивудским поп круговима од своје 16. године. Када је имала 19, упознала је текстописца Џастина Трантера са којим често сарађује. Заједно са норвешким музичарем Кајгом извела је песму Carry Me на церемонији затварања Летњих олимпијских игара 2016. у Рио де Жанеиру (Бразил).

### 2017—данас: Певачка соло каријера
Јануара 2017. године, Мајклсова је издала свој први соло сингл, Issues. „То је први пут да сам написала песму која личи много на мене и нисам могла да замислим никога другог да је пева”, изјавила је. Према Мајклсовој, многи велики уметници су се борили за песму, али она је задржала за себе.
Априла 2017, Мајклсина нова песма How Do We Get Back to Love је премијерно емитована на Ејч-Би-Оуу у серији Девојке.
Њен ЕП Nervous System је пуштен у продају 28. јула 2017. године. Други сингл Uh Huh је објавила 2. јуна 2017. године.

## Дискографија

#### ЕП
- Nervous System (2017)

## Награде и номинације

### Музичка наградаБилборд
Билборд јој је доделио музичку награду у за комерцијално извођење у Сједињеним Државама, на основу рекорда на табелама објављеним у овом магазину. Мајклсова је имала и једну номинацију.

### Видео музичка наградаМТВ
МТВ награда је основана 1984. године за доделу награда за музичке спотове сваке године. Мајклсова има једну номинацију на чекању.